# Blăjeni-Vulcan, Hunedoara
Blăjeni-Vulcan este un sat în comuna Blăjeni din județul Hunedoara, Transilvania, România.